# Jean-Claude Casanova
Pour les articles homonymes, voir Casanova (homonymie).
Jean-Claude Casanova, né le 11 juin 1934 à Ajaccio, est un économiste et intellectuel libéral français.

## Biographie

### Jeunesse et études
Jean-Claude Casanova est agrégé des facultés de droit et de sciences économiques, docteur ès sciences économiques (1964) et diplômé de l’Institut d’études politiques de Paris. 
Il a présidé la Conférence Olivaint, où il côtoie notamment Jean-Pierre Chevènement.

### Parcours professoral
Jean-Claude Casanova, commence sa carrière comme avocat stagiaire (1954-1955) avant de séjourner dans le département d'économie de l'université Harvard (1957-1958).
Rentré en France, il devient assistant à la Fondation nationale des sciences politiques (1958-1959) et enseigne à l'IEP de Paris. Il est ensuite nommé à la faculté de droit et des sciences économiques de Dijon (1963-1964). Élu directeur d'études et de recherches à la Fondation nationale des sciences politiques, poste qu'il occupe jusqu'en 1990, il devient professeur titulaire à l'Institut d'études politiques de Paris en 1969.
Il est également professeur à l'École nationale d'administration entre 1966 et 1968, à l'Université Paris-Nanterre entre 1968 et 1969, et à l'École nationale supérieure du pétrole et des moteurs (nom de marque IFP School) entre 1970 et 1976.

### Parcours politique
Jean-Claude Casanova a exercé des fonctions au sein de plusieurs cabinets ministériels centristes : chargé de mission au cabinet de Jean-Marcel Jeanneney, ministre de l'Industrie (1959-1961), conseiller technique au cabinet de Joseph Fontanet, ministre de l'Éducation nationale (1972-1974), et conseiller de Raymond Barre, Premier ministre (1976-1981).

### Responsabilités administratives et éditoriales
Il a cofondé, avec Raymond Aron, la revue Commentaire, dont il est le directeur depuis sa création en 1978. Il est de plus éditorialiste associé au journal Le Monde (après l'avoir été à L'Express de 1985 à 1995), au mensuel Corsica, collabore régulièrement au Figaro depuis 1996. Il a été également le coanimateur de l’émission La Rumeur du monde sur France Culture.
Enfin, il est directeur-adjoint de la collection Thémis Économie (Presses universitaires de France) depuis 1986 et préside plusieurs jurys de prix littéraires.
Après ses activités de conseiller ministériel, Jean-Claude Casanova avait repris ses activités d’enseignant, à l'Institut d'études politiques de Paris, animé des séminaires de recherche en pensée politique ou en relations internationales, et a dirigé jusqu’en 2002 l’un des deux centres de recherche en économie de l'IEP : le Service d’étude de l’activité économique (SEAE).
À travers ses œuvres, et tout comme Commentaire, il s'inscrit dans la tradition du libéralisme français, dans la lignée d'Alexis de Tocqueville, d'Élie Halévy, de Raymond Aron et de François Furet. On peut l’entendre tous les samedis matin dans l’émission « Commentaire », sur Radio Classique aux côtés de Jean-Marie Colombani.

## Président de plusieurs institutions économiques

### Dans le domaine international
Il est membre du conseil d’administration de l’Institut français de relations internationales (IFRI). Le 17 novembre 2009, il publie dans le journal Le Monde un article intitulé « Le temps est venu pour l'Europe de s'émanciper des États-Unis ». Dans la ligne d'un rapport de la société de pensée (Think Tank)  European Council on Foreign Relations intitulé « Towards a Post-American Europe : A Power Audit of EU-US Relations, ECFR » rédigé par Jeremy Shapiro et Nick Witney, il estime que les relations entre l'Europe et les États-Unis devraient se transformer en partenariat entre égaux. Toutefois cela exige que l'Europe politique veuille exister ce qui, pour lui, est improbable mais pas impossible car « tout est toujours improbable en politique ».

### Au niveau national
Jean-Claude Casanova a été président de la Fondation nationale des sciences politiques (FNSP) de 2007 à 2016, succédant à René Rémond. Il a été l’un des dirigeants de la fondation Saint-Simon, du Conseil économique et social de 1994 à 2004, et depuis 2004 est membre du Conseil d'analyse de la société. Il est également président du conseil scientifique de l'Institut national d'études démographiques, depuis 1996.
Il a été élu le 3 janvier 1997 membre de l'Académie des sciences morales et politiques dans la section Économie politique, Statistique et Finances, au fauteuil de Jean Marchal. Il a présidé l'Académie en 2009.
En juillet 2007, il est membre du Comité de réflexion sur la modernisation et le rééquilibrage des institutions, mis en place par Nicolas Sarkozy, et il est nommé membre du Comité pour la réforme des collectivités locales en octobre 2008.
Jean-Claude Casanova est, depuis 2009, membre du comité de parrainage de l'Institut régional du cinéma et de l'audiovisuel (IRCA) présidé par le réalisateur Magà Ettori.
À partir de 2009, il fait partie du jury du prix de la BnF.
Il est membre depuis 2011 du conseil d'orientation de la fondation Écologie d'avenir, conseil présidé par Claude Allègre.
Jean-Claude Casanova est nommé en juillet 2012 membre de la Commission sur la rénovation et la déontologie de la vie publique créée par François Hollande.

### La présidence de la Fondation nationale des sciences politiques
De 2007 à 2016, Jean-Claude Casanova préside la Fondation nationale des sciences politiques, chargée notamment de la gestion de l'Institut d'études politiques de Paris, alors que l'école s'internationalise et se développe. Sa gestion est critiquée dans un rapport de 2012 de la Cour des comptes accablant la gestion financière et administrative de l'école. Selon ce rapport, l'augmentation des coûts de fonctionnement de cette institution a été financé par la hausse des droits d'inscription mais aussi par l’État sans véritable contrepartie ni contrôle,.
Par ailleurs, le rapport pointe de nombreuses défaillances administratives, et la forte augmentation des primes aux dirigeants. Casanova a vu sa prime passer, sous sa direction, de 16 500 euros en 2007 à 36 000 en 2010 et 2011 (contre 9375,72 pour son prédécesseur). Elle a même été de 69 000 euros en 2009, année où il a été décidé de porter, avec effet rétroactif, cette indemnité mensuelle de 1 500 euros à 3 000 euros. ». Devant la gravité de certains faits constatés, la Cour des comptes transmet le dossier à la justice. La Cour de discipline budgétaire et financière le condamne en 2015 à une amende de 1 500 € pour des dépenses engagées sans décision du Conseil d'administration, mais pas pour les rémunérations.
Ce rapport entraîne fin 2012 un vent de fronde à l'institut, où une partie des étudiants demande à Casanova et au président du conseil de direction, Michel Pébereau, de présenter leur démission. Plusieurs personnalités, s'estimant « choquées de la manière dont plusieurs médias ont parlé » de lui, manifestent dans Le Monde leur « amitié et leur estime » à Jean-Claude Casanova et rappellent « sa passion pour le bien public, son intégrité personnelle, son désintéressement. » D'autres lui reprochent d'imposer son candidat (Hervé Crès) pour remplacer Richard Descoings. »

## Publications
- Essai sur quelques tentatives d'intégration de l'économie et de la sociologie, 1963.
- La politique scientifique des États-Unis, 1968.
- Principes d'analyse économique, 11 fascicules, 1969-1978.
- Reshaping the international economic order, en collaboration, 1972.
- Rapport du groupe d'étude de la tarification de l'électricité, (en collaboration), 1974.
- Histoire de l’analyse économique de Joseph Schumpeter, directeur de la traduction française, 1983.
- Six manières d’être européens, en collaboration, 1990 ; édition des Mélanges offerts à Raymond Aron, 1985.
- Entre l'État et le marché. L'économie française de 1880 à nos jours, in Les Echanges extérieurs : un équilibre précaire, avec Maurice Levy-Leboyer, 1991.
- Réformer le mode de scrutin européen, rapport, Paris, Mouvement européen, 1996.
- Plaidoyer raisonné pour l'euro, dans Regard communs sur l'Europe, Cahiers du CeFReS No. 14, Prague mai 1998, p. 95-108.
- La Construction de l’Europe, Louis Audibert Éditions, 2004  (ISBN 2-84749-052-3)
- Préfaces à Raymond Aron :
  - Le marxisme de Marx, aux Éditions de Fallois, coll. « Références », Paris, 2002, 822 p.  (ISBN 2253108006)
  - De Giscard à Mitterrand (1977–1983), Éditions de Fallois, coll. « Littérature », Paris, 2005, 895 p.  (ISBN 2877065707)

## Décorations
- Grand officier de la Légion d'honneur (2023)[19],[20]
- Officier de l'ordre national du Mérite[20]
- Commandeur de l'ordre des Palmes académiques en 2023[21]